# Loek van Wely
Loek van Wely (nascut el 7 d'octubre de 1972), és un jugador d'escacs neerlandès, que té el títol de Gran Mestre des de 1993. El 2001 va arribar a formar part del top 10 mundial.
A la llista d'Elo de la FIDE del desembre de 2021, hi tenia un Elo de 2612 punts, cosa que en feia el jugador número 5 (en actiu) dels Països Baixos, i el 199è millor jugador del rànquing mundial. El seu màxim Elo va ser de 2714 punts, a la llista d'octubre de 2001 (posició 12 al rànquing mundial).

## Resultats destacats en competició
El 1994 empatà al primer lloc amb Artaixès Minassian al World Open de Filadèlfia amb 7½/9 punts, i hi fou segon per desempat).
El 1995 fou segon al XXXè Memorial Capablanca, celebrat a Matanzas, Cuba, del 9 al 23 de maig (el campió fou Anthony Miles).
El 1999 guanyà la 36a edició del Memorial Rubinstein, a Polanica-Zdrój.
Ha guanyat el Campionat dels Països Baixos sis cops seguits, entre 2000 i 2005. El 2002, a Maastricht, va empatar amb el programa d'ordinador Rebel en un matx a quatre partides (+2 -2 =0). El 2004 fou quart al prestigiós Aeroflot Open.
El 2005, va liderar l'equip neerlandès a la victòria en el Campionat d'Europa per equips, a Göteborg. A finals d'any, va participar en la Copa del món de 2005 a Khanti-Mansisk, un torneig classificatori per al cicle del Campionat del món de 2007, on tingué una bona actuació, tot i que fou eliminat en quarta ronda (vuitens de final) per Ruslan Ponomariov.
El 2007 empatà als llocs 2n-4t amb Vadim Malakhatko i Aleksei Fiódorov a la President's Cup a Bakú (el campió fou Arkadij Naiditsch) El 2009, fou segon al fort torneig "Kutxa" de Sant Sebastià, (un torneig tancat, amb 10 participants), per sota de Jordi Magem.
Van Wely participa habitualment al torneig d'elit Corus, tot i que mai no l'ha guanyat. Després de l'edició de 2010, ha participat en aquest torneig durant 19 anys seguits. El maig de 2010, va guanyar la 14a edició de l'Obert de Chicago.
El 2013 empatà als llocs 4t-5è amb Ivan Sokolov al fort 21è Torneig Sigeman & Co (torneig de Categoria XV), (el campió fou Richard Rapport) El 2014 es proclamà per setè cop campió nacional dels Països Baixos i el 2015 fou subcampió (el campió fou Anish Giri).